# Uni-Kat Flensburg
Uni-Kat Flensburg – katamaran napędzany rotorem Flettnera zbudowany w Instytucie Fizyki, Chemii i ich dydaktyki Uniwersytetu Europejskiego we Flensburgu przez studentów pod kierownictwem profesora Lutza Fiessera w ramach projektu PROA. Projekt miał na celu realizację projektu dużego modelu statku demonstrującego działanie napędu Flettnera. Pierwszy rejs odbył się 19 czerwca 2006.

## Budowa
- długość: 6,1 m
- szerokość: 4,5 m
- typ: Katamaran typu PROA z dwoma sterami
- napęd: 2 rotory Flettnera bez klasycznego żagla
  - rotor to folia poliestrowa rozpięta na ramie wzmacniana aluminiowymi listwami
  - napęd rotora dzięki zasilaniu z baterii słonecznych
  - przy słabych wiatrach napęd stanowi zaburtowy silnik elektryczny[2][3]

## Zasada działania
Obracający się rotor Flettnera dzięki wykorzystaniu efektu Magnusa osiąga ciąg większy o 10–14 razy niż żagiel o podobnej powierzchni.